# Telecomtoren Lelystad
De Telecomtoren Lelystad, ook wel bekend als TV-toren Lelystad, is een betontoren met zendmast in de Nederlandse gemeente Lelystad. De voormalige PTT/KPN-toren staat aan de Oostvaardersdijk en vlakbij de dijk Lelystad-Enkhuizen in de wijk Houtribhoogte. Vanuit de toren heeft men een prachtig uitzicht over de Oostvaardersplassen. Het is een van de tien meest beeldbepalende gebouwen en objecten van Lelystad. 
Vanaf de toren worden radio- en televisie-uitzendingen, dataverkeer en (mobiele) telecommunicatie doorgegeven. Daarnaast is er ook ruimte beschikbaar voor datacenterdiensten.
De toren werd in opdracht en onder toezicht van de Rijksgebouwendienst tussen 1975 en 1977 gebouwd voor de PTT, die het daarna in gebruik nam als straalverbindingstoren ten behoeve van vaste telefonie en telegrafie (telex, telefax). De toren is onderdeel van een landelijk koppelnet van  straalverbindingstorens en masten die tussen 1955 en 1989 voor de PTT zijn gebouwd.
De straalverbindingstoren werd samen met de aangebouwde telefooncentrale van de sector Lelystad, in mei 1979 officieel opgenomen in het telefoondistrict Utrecht van de PTT. 
De toren ondersteunde vroeger het telefoon- en telexverkeer tussen het noorden en westen van Nederland. Er was daartoe een permanente straalverbinding met de PTT-torens in Hilversum, Spannenburg, Wormer en Zwollerkerspel. Door de technologische ontwikkelingen op het gebied van de telecommunicatie en de
toepassing van glasvezel is de toren nog maar beperkt in gebruik voor straalverbindingen. Tussen 2008 en 2022 is KPN overgegaan op IP-telefonie, daardoor zijn fysieke telefooncentrales niet meer nodig.

## Constructie
Op 1 december 1975 is gestart met het bouwrijp maken van de grond. Sinds juni 1976 staat de torenschacht 137,6 meter (NAP: +2.3 m) hoog boven het maaiveld, op een stevige paalfundering. Het dak bevindt zich 3 meter lager. 
De vierkante betonkern (9,3 x 9,3 meter) telt 25 verdiepingen, met 60 cm dikke wanden.
De inpandige plattegrond van de toren is opgezet met een ruimte voor de lift, de trappen, een kabelschacht en een vloerveld van 8,1 x 5,85 meter, op een repeterende hoogte van 4,80 meter.
Op de hoogte van 98, 105, 113, 120 en 125 meter bevinden zich ronde bordessen met een uitwendige  diameter van 19,8 meter. Het bordes van de 23e verdieping (op 120 meter hoogte) is aan de buitenzijde gesloten met een glaswand. Deze verdieping is oorspronkelijk bestemd voor tv-reportagedoeleinden en wordt dan ook wel de reportagering genoemd. Met de komst van satellietwagens (vanaf 1993) is deze functie verloren gegaan.
Op de betontoren is een stalen vakwerkmast met radio-antennes geplaatst, die er zo'n 42 meter bovenuit steekt. Daar bovenop staat een vierkante  steel spine  (stalen kolom) met zendantennes voor digitale televisie (DVB-T2). Deze tv-antennes zijn ter bescherming voorzien van een witte kunststof afdekkap. Op de kolom is nog een steigerbuis bevestigd met semafoonantennes. De totale hoogte van de toren bedraagt dan ruim 190 meter.

## Exploitatie
Het gebouw heeft sinds de bouw allerlei functies gekend. Behalve straalverbindingen is de toren vanaf 1980 ook gebruikt voor onder meer ontvangantennes voor de Lelystadse kabeltelevisie, die op het onderste bordes stonden opgesteld. De zendmast van de Nozema die er jaren later op is gezet voor Omroep Flevoland. De zend- en ontvangapparatuur voor de landelijke commerciële radiostations, marifoon, mobilofoon en autotelefoon. Door de veranderende technieken zijn veel functies inmiddels weggevallen en zijn er nieuwe bij gekomen.
Eigenaar Cellnex heeft vier verdiepingen (4 x 45 m²) geschikt gemaakt voor verhuur als datacenter, de eerste is in 2018 in gebruik genomen.

## Digitalisering Radio & TV
In 2002 is de zendmast aangepast en verhoogd voor de toekomstige digitale radio en televisie.
De landelijke publieke omroep is in augustus 2004 gestart met het digitaal uitzenden van radioprogramma's via T-DAB vanuit de toren. Op maandag 14 oktober 2013 schakelde de NPO de 9 radiozenders die te ontvangen waren via DAB over naar DAB+. De lokale Radio Lelystad is in 2022 gestart met DAB+ vanaf de toren.
In de nacht van 10 op 11 december 2006 is het analoge tv-ethersignaal in Nederland omgeschakeld naar een digitaal ethersignaal. Sindsdien wordt er niet alleen de provinciale tv-omroep digitaal vanaf de toren doorgegeven, maar ook de landelijke (commercieel en publiek)  televisieomroepen.

## Eigendomsverhoudingen
De toren was tot aan de privatisering van de PTT rijkseigendom. De mast en omroepzenders waren tot begin 2005 in handen van de nv Nozema, waarvan de Nederlandse Staat meerderheidsaandeelhouder was. 

## Obstakelverlichting
Om van het gebouw een opvallend herkenningspunt te maken, is de toren naast de rode obstakelverlichting sinds 12 maart 2014, op initiatief van de gemeente Lelystad en voormalig eigenaar Alticom  's avonds  groen verlicht. Het aanbrengen van de groene LED-verlichting duurde twee weken en heeft 15.000 euro gekost.